# Comuna Adămuș, Mureș
Adămuș (în maghiară: Ádámos, în germană: Adomesch) este o comună în județul Mureș, Transilvania, România, formată din satele Adămuș (reședința), Chinciuș, Cornești, Crăiești, Dâmbău și Herepea.

## Demografie
Componența etnică a comunei Adămuș
     Români (43,6%)
     Maghiari (31%)
     Romi (21,03%)
     Alte etnii (0,1%)
     Necunoscută (4,27%)
Componența confesională a comunei Adămuș
     Ortodocși (54,88%)
     Reformați (17,04%)
     Unitarieni (11,46%)
     Penticostali (7,91%)
     Romano-catolici (1,08%)
     Martori ai lui Iehova (1,02%)
     Alte religii (2,1%)
     Necunoscută (4,51%)
Conform recensământului efectuat în 2021, populația comunei Adămuș se ridică la 4.993 de locuitori, în scădere față de recensământul anterior din 2011, când fuseseră înregistrați 5.147 de locuitori. Cei mai mulți locuitori sunt români (43,6%), cu minorități de maghiari (31%) și romi (21,03%), iar pentru 4,27% nu se cunoaște apartenența etnică. Din punct de vedere confesional, majoritatea locuitorilor sunt ortodocși (54,88%), cu minorități de reformați (17,04%), unitarieni (11,46%), penticostali (7,91%), romano-catolici (1,08%) și martori ai lui Iehova (1,02%), iar pentru 4,51% nu se cunoaște apartenența confesională.

## Politică și administrație
Comuna Adămuș este administrată de un primar și un consiliu local compus din 15 consilieri. Primarul, Tibor-Laszlo Miklos[*], de la Uniunea Democrată Maghiară din România, este în funcție din 2016. Începând cu alegerile locale din 2024, consiliul local are următoarea componență pe partide politice:
|  | Partid                                 | Consilieri | Componența Consiliului | Componența Consiliului | Componența Consiliului | Componența Consiliului | Componența Consiliului | Componența Consiliului | Componența Consiliului |
|  | -------------------------------------- | ---------- | ---------------------- | ---------------------- | ---------------------- | ---------------------- | ---------------------- | ---------------------- | ---------------------- |
|  | Uniunea Democrată Maghiară din România | 7          |                        |                        |                        |                        |                        |                        |                        |
|  | Partidul Social Democrat               | 4          |                        |                        |                        |                        |                        |                        |                        |
|  | Alianța pentru Unirea Românilor        | 2          |                        |                        |                        |                        |                        |                        |                        |
|  | Partidul Național Liberal              | 2          |                        |                        |                        |                        |                        |                        |                        |

## Vezi și
- Biserica unitariană din Adămuș
- Biserica de lemn din Dâmbău
- Biserica de lemn din Chinciuș
- Biserica reformată din Crăiești

## Imagini

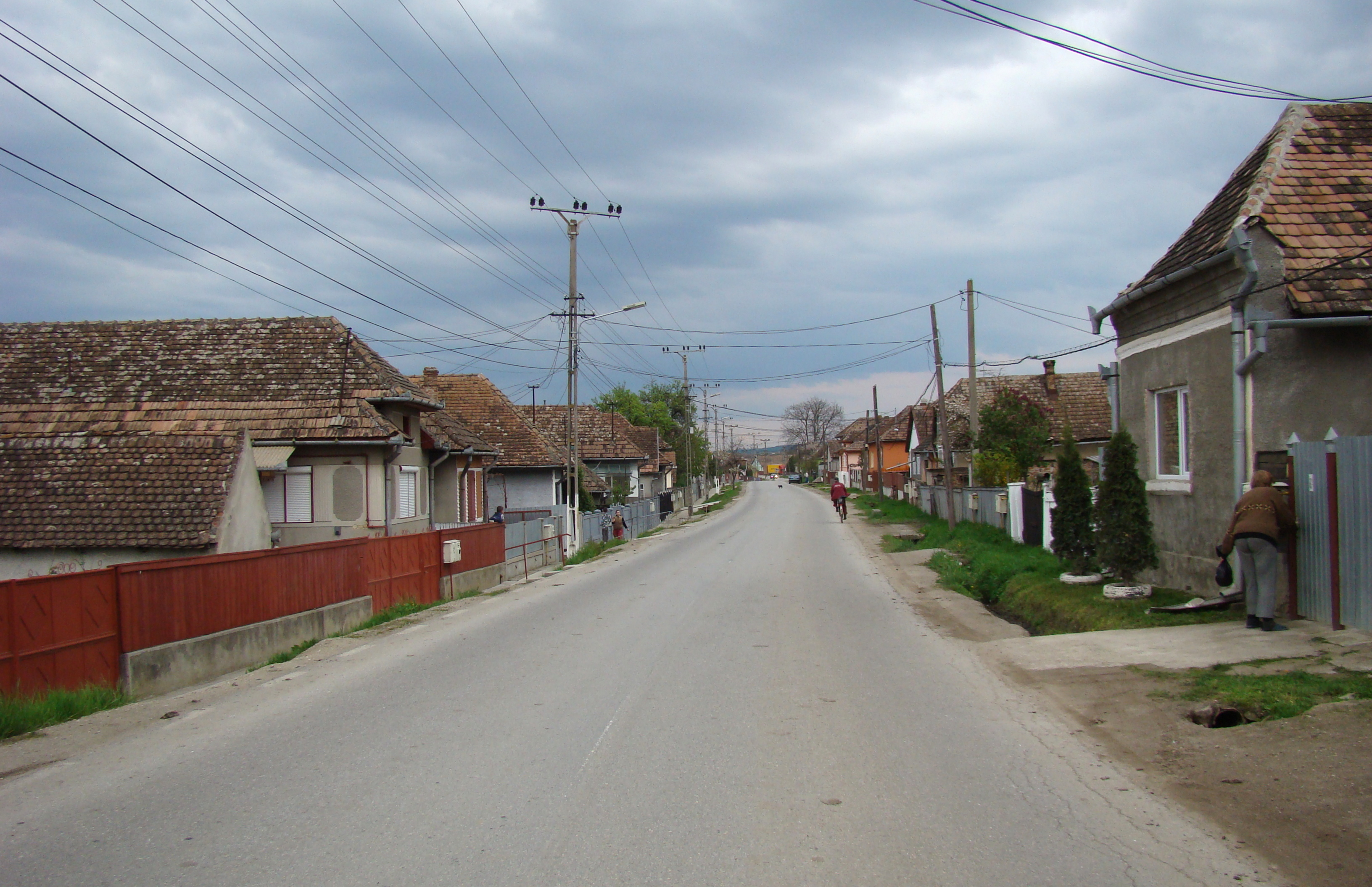
Satul Adămuș
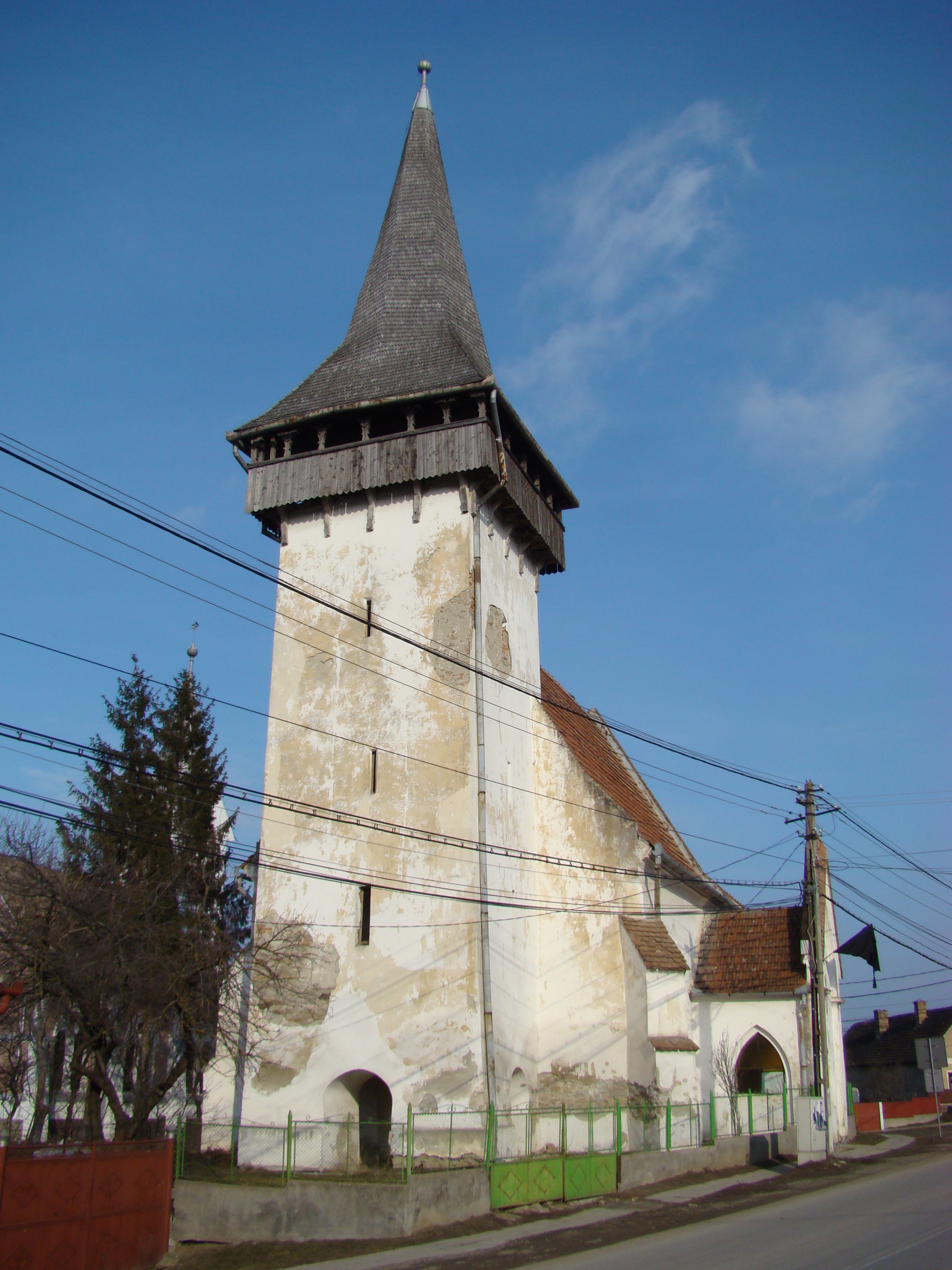
Biserica unitariană (monument istoric)
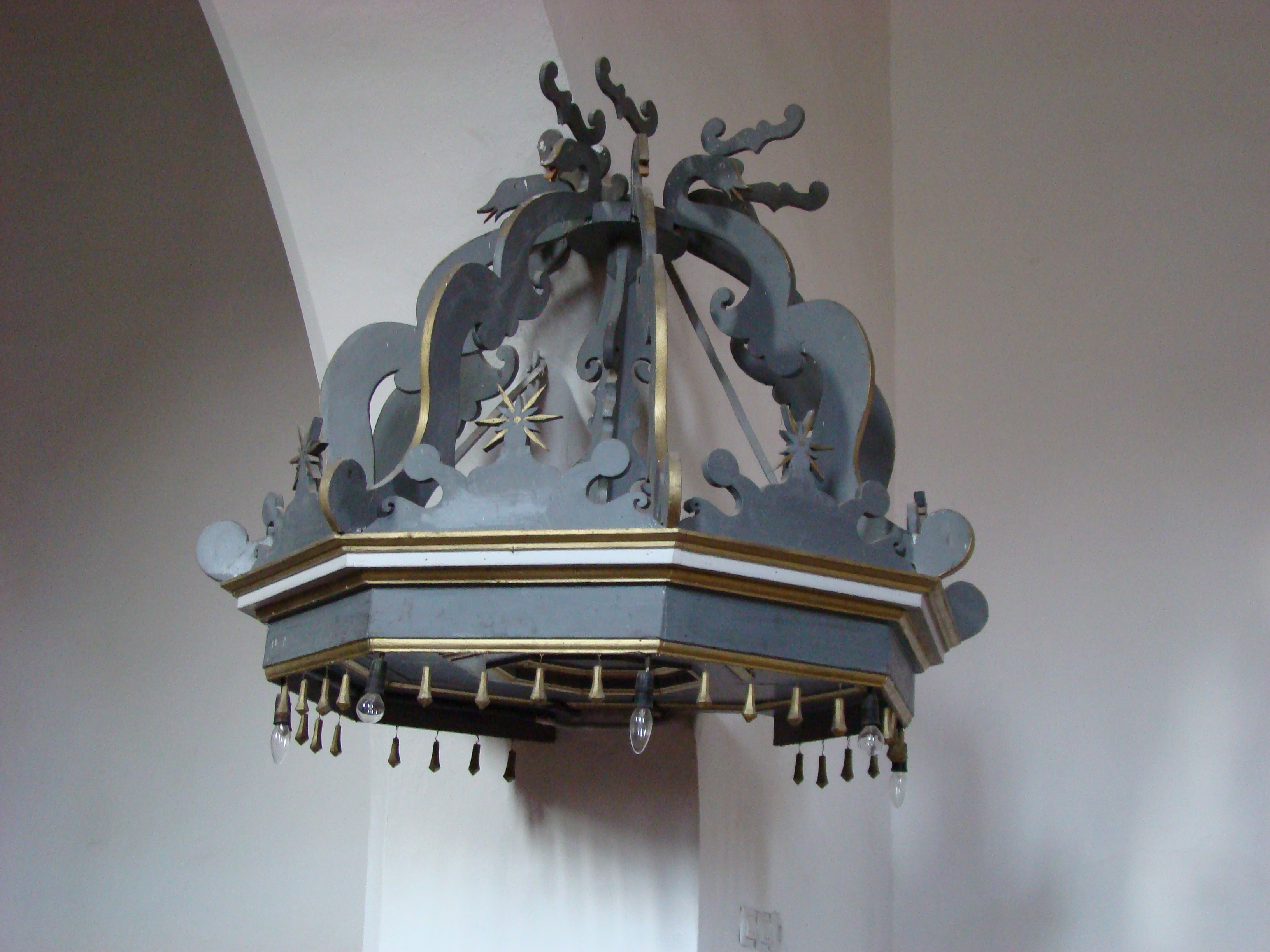
Biserica unitariană (coronamentul amvonului)
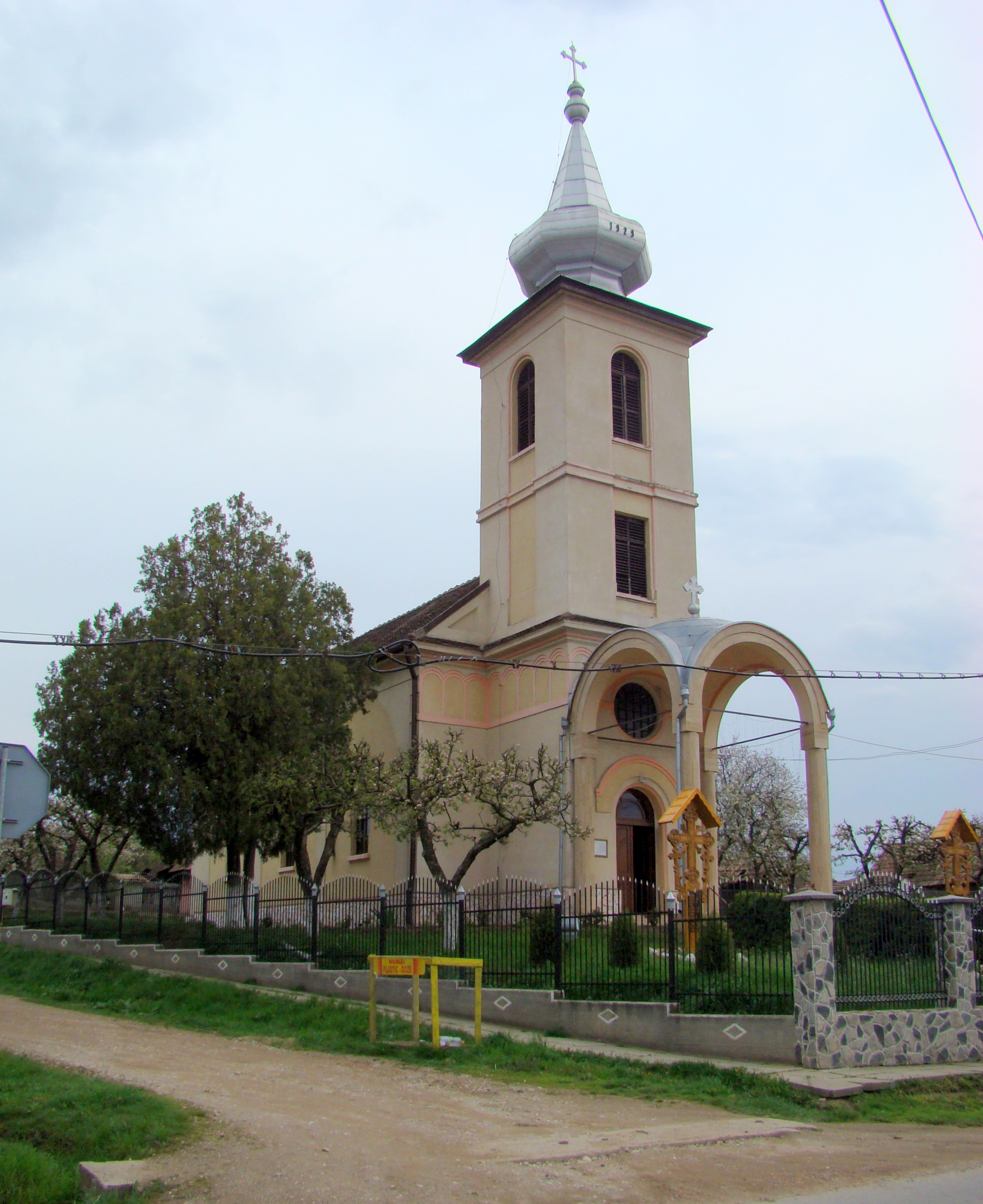
Biserica greco-catolică
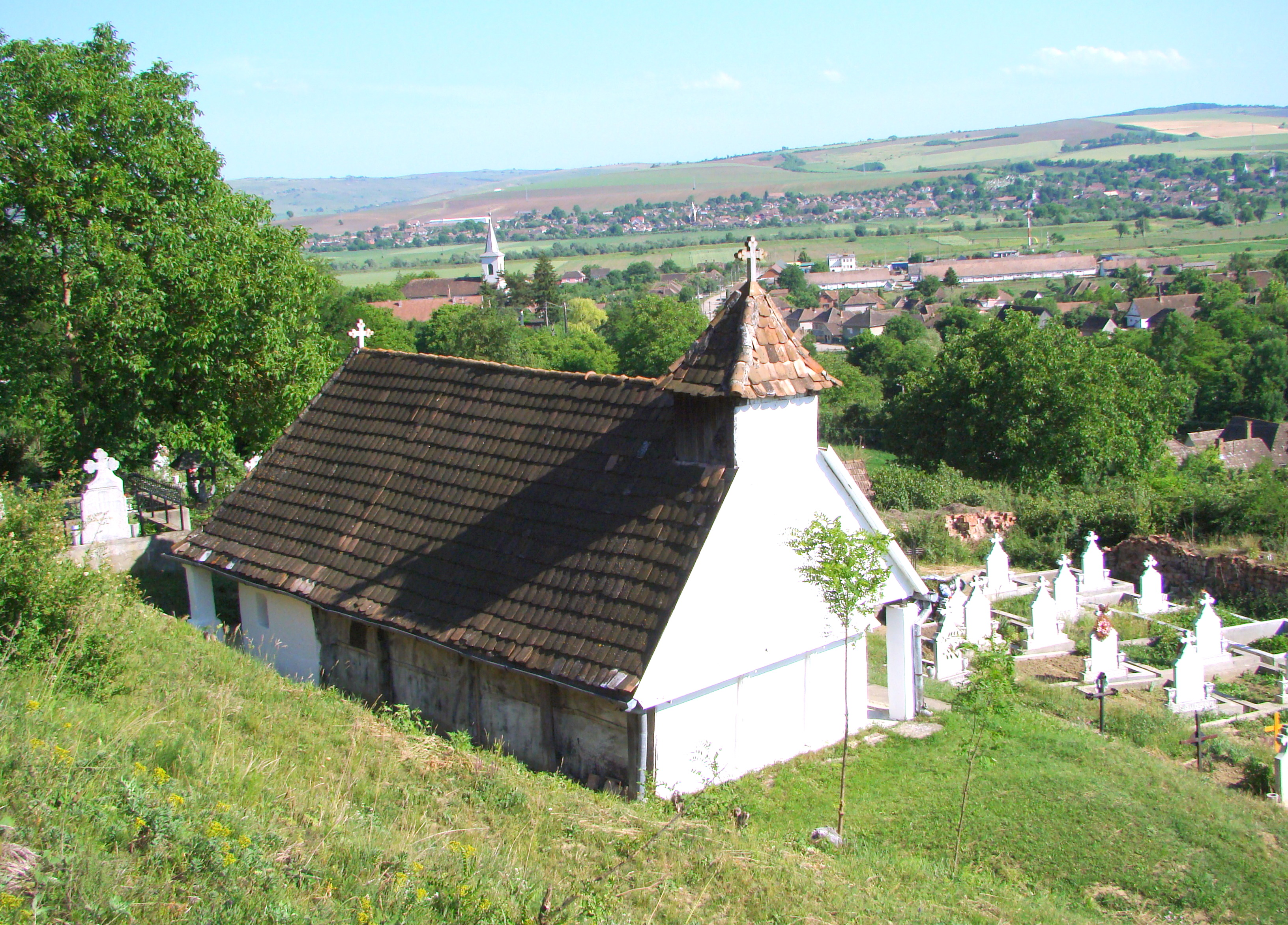
Biserica de lemn din Dâmbău (monument istoric)
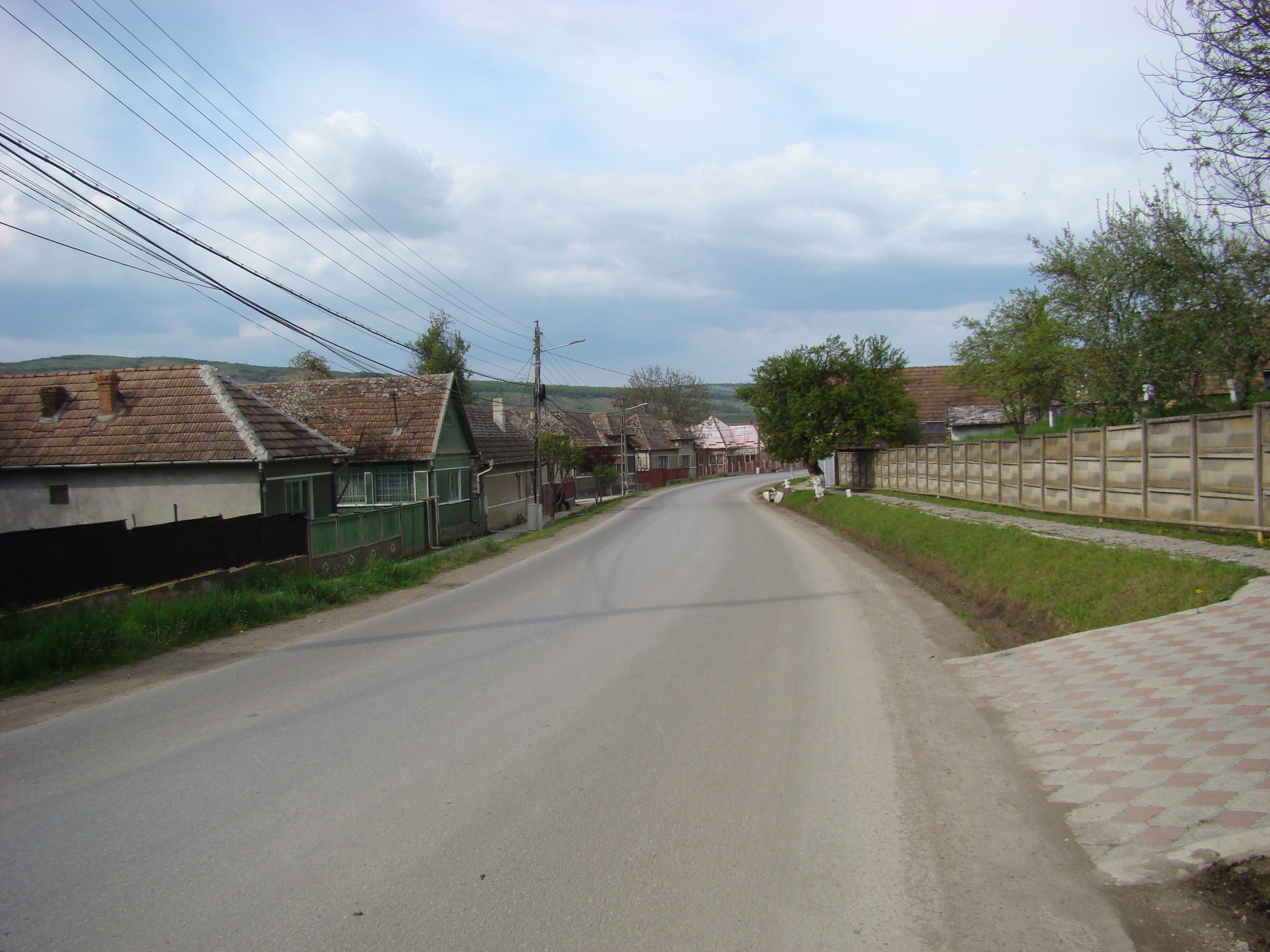
Satul Cornești
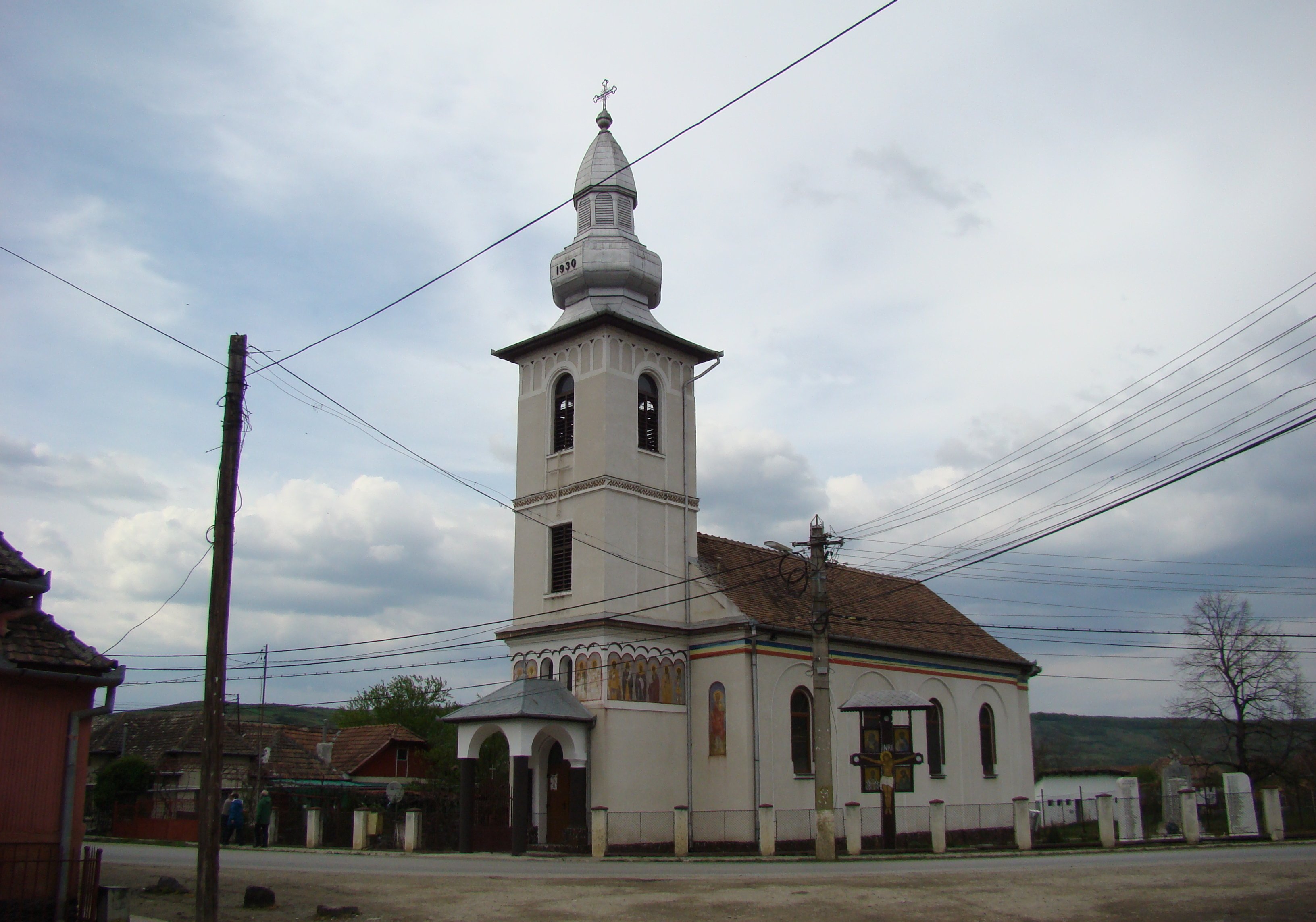
Biserica ortodoxă
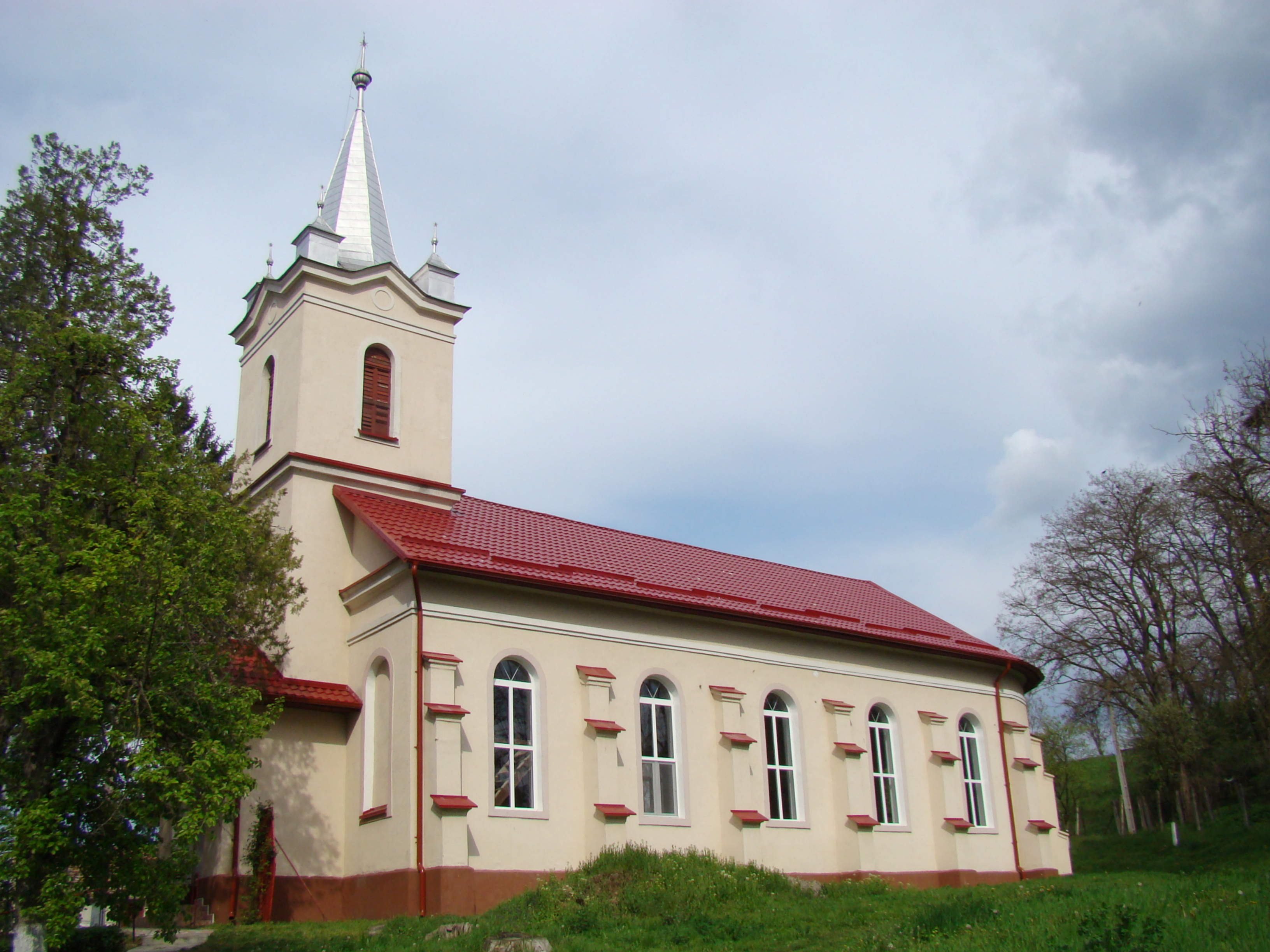
Biserica reformată
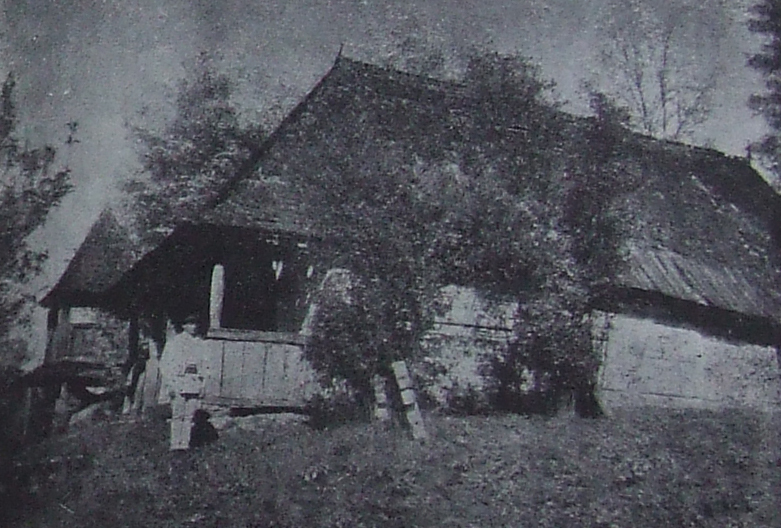
Biserica de lemn dispărută
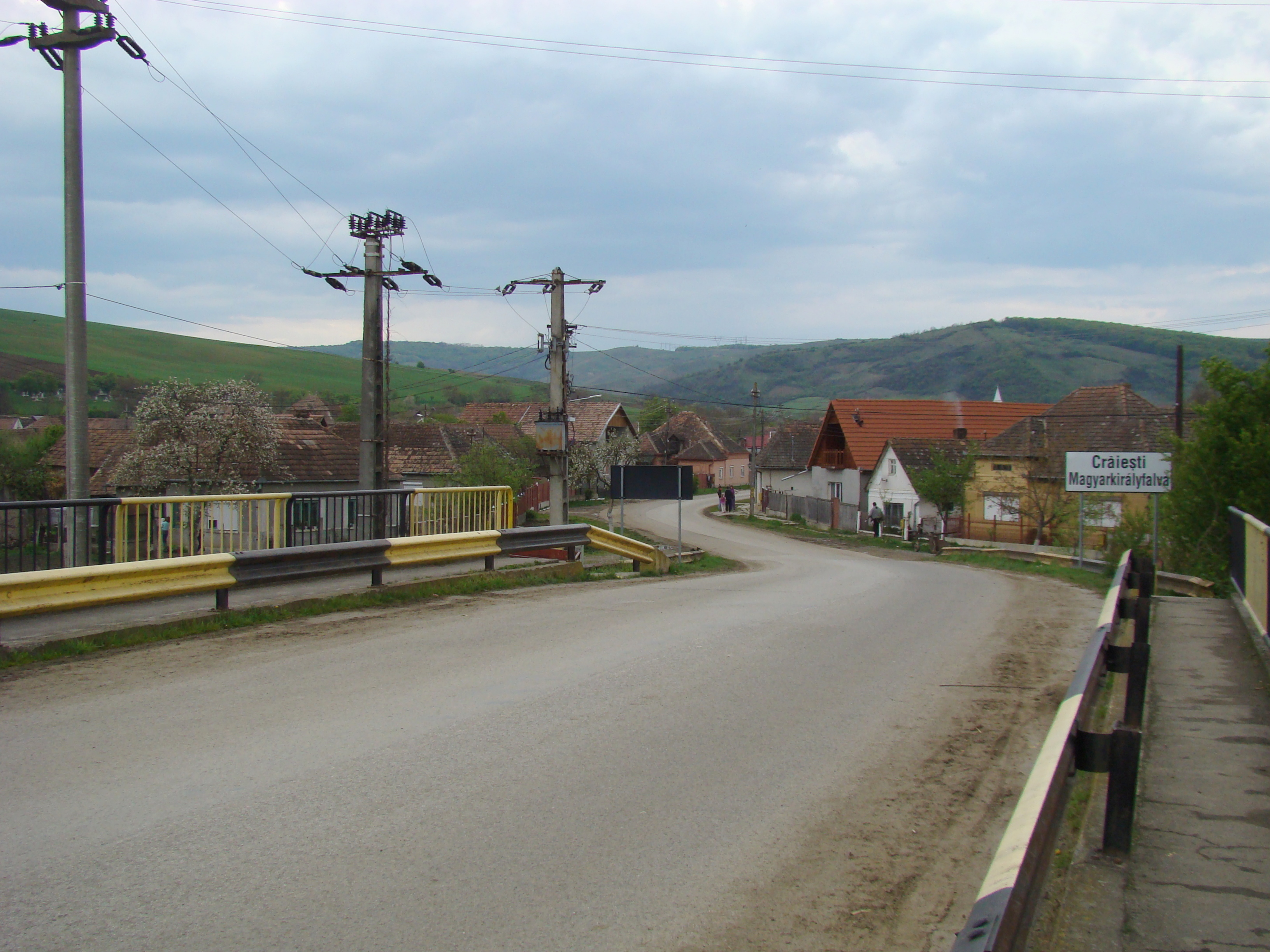
Intrarea în Crăiești
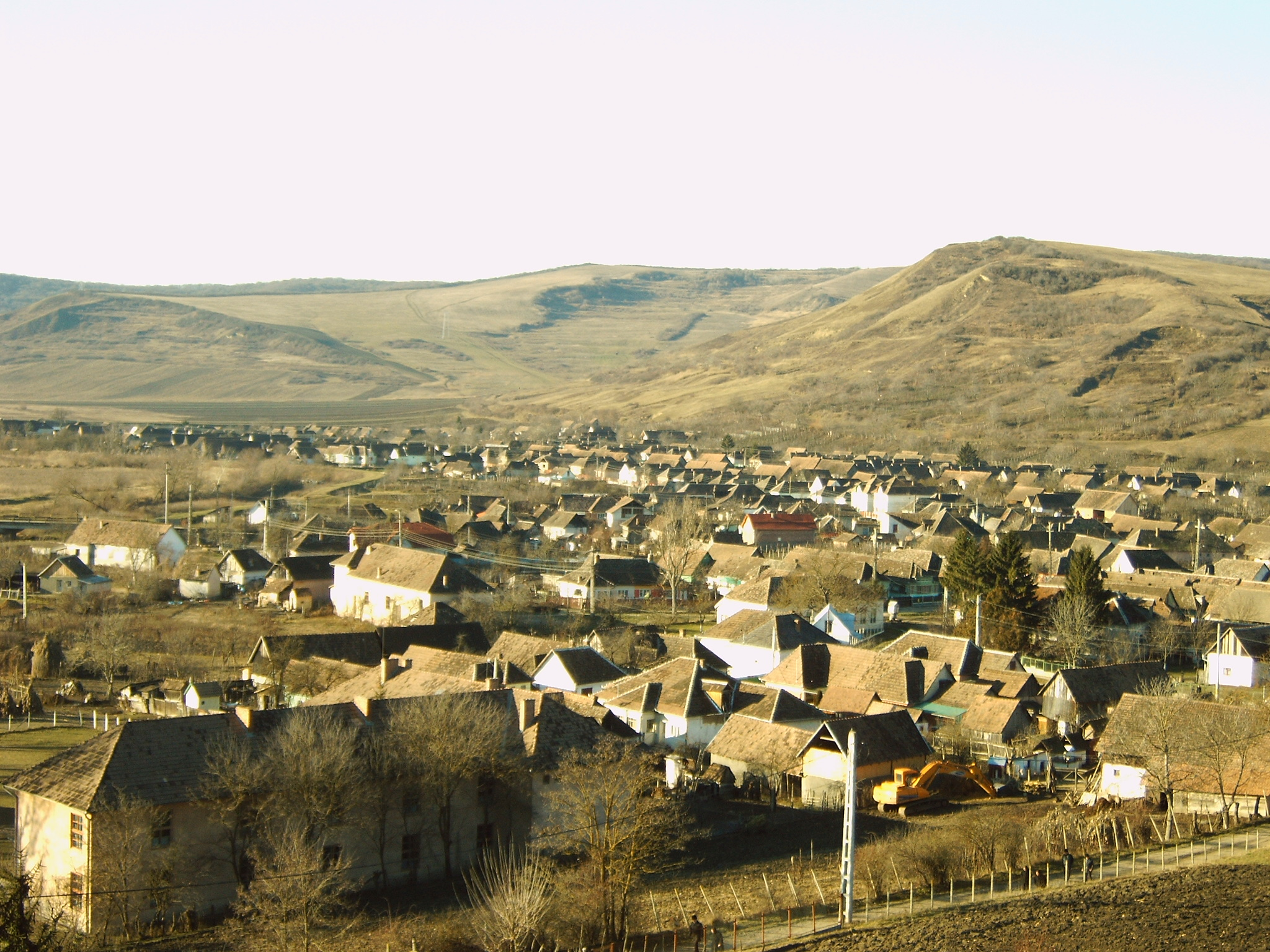
Satul Crăiești
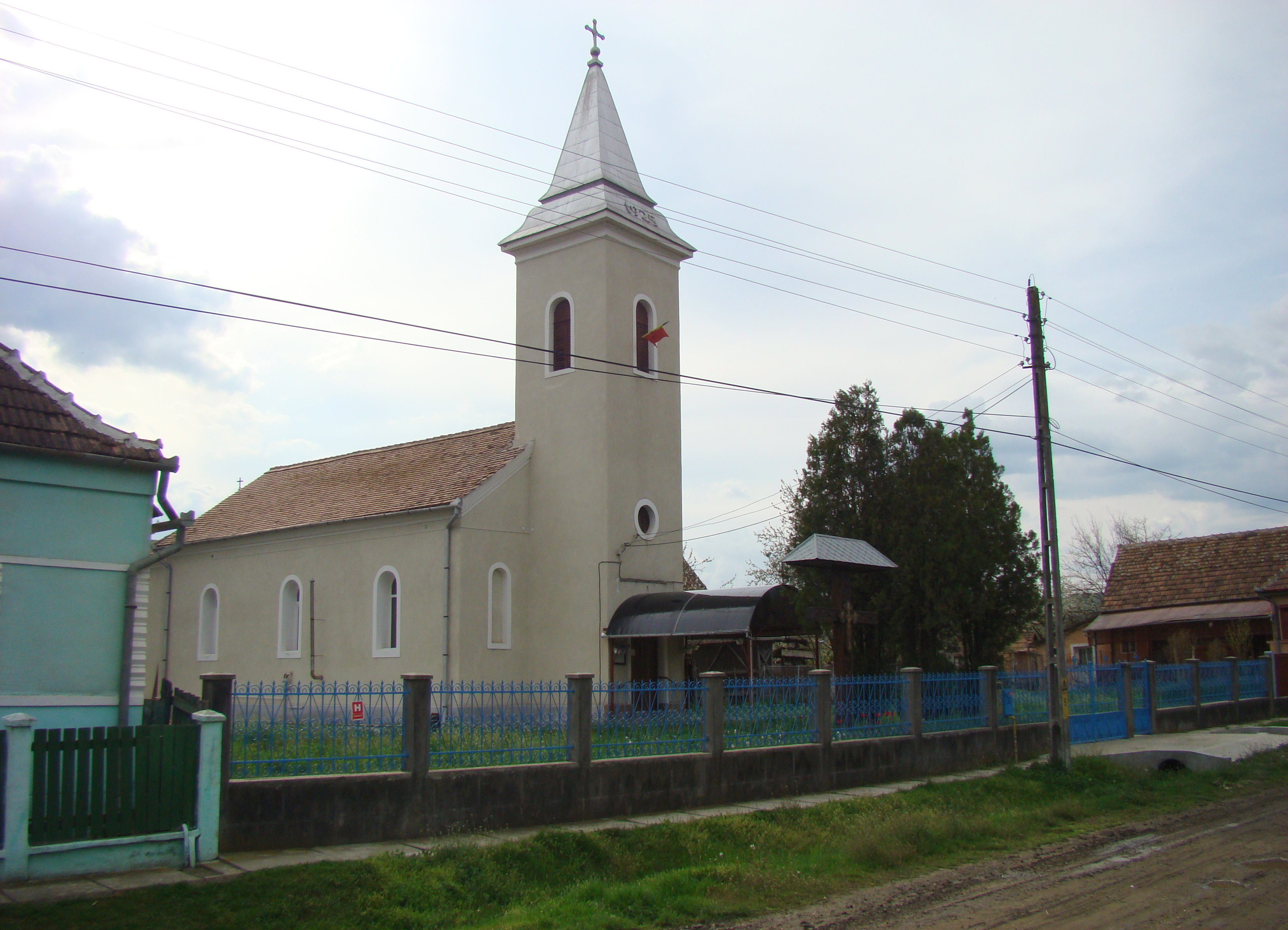
Biserica ortodoxă Sfinții Arhangheli
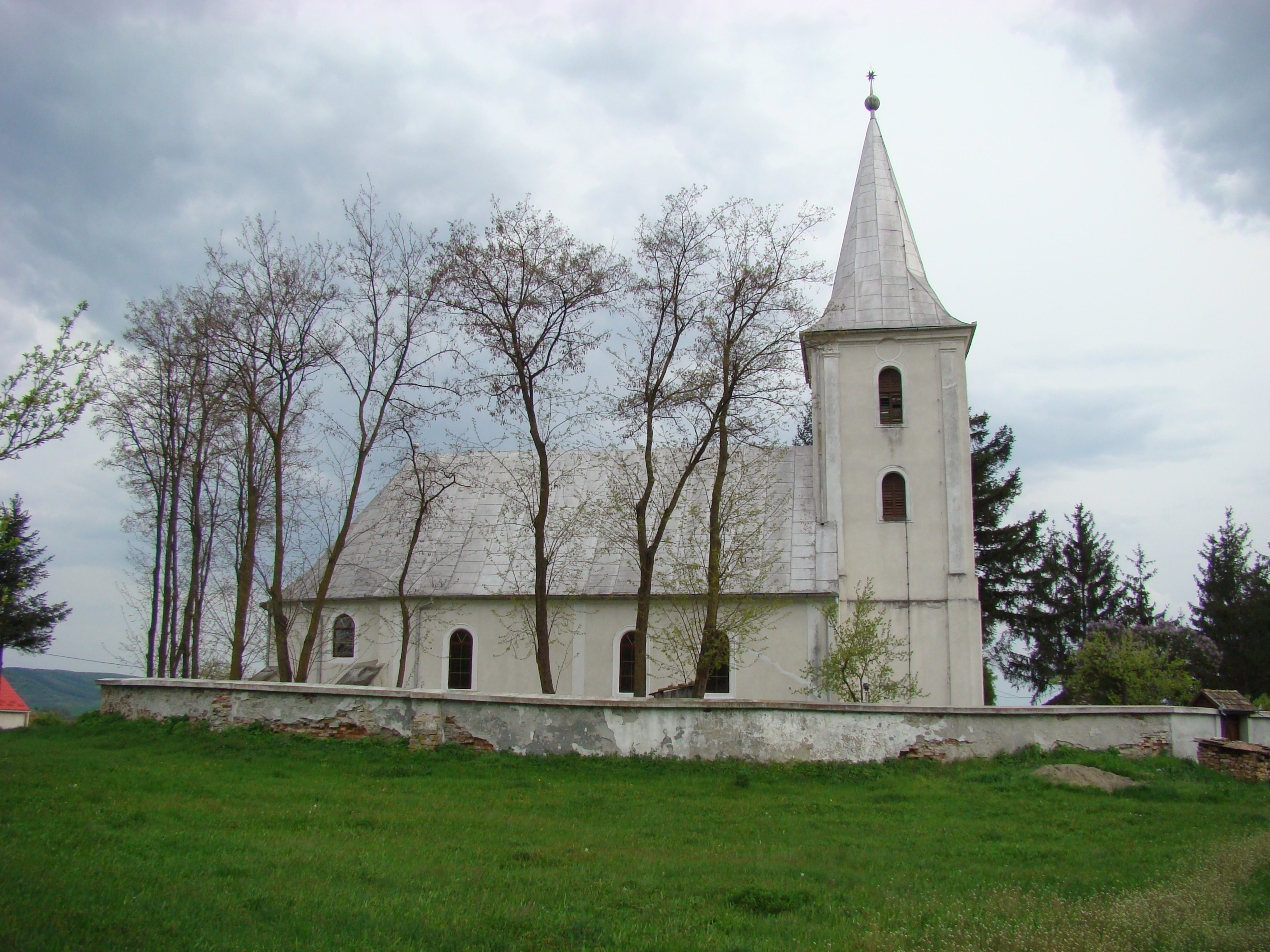
Biserica reformată
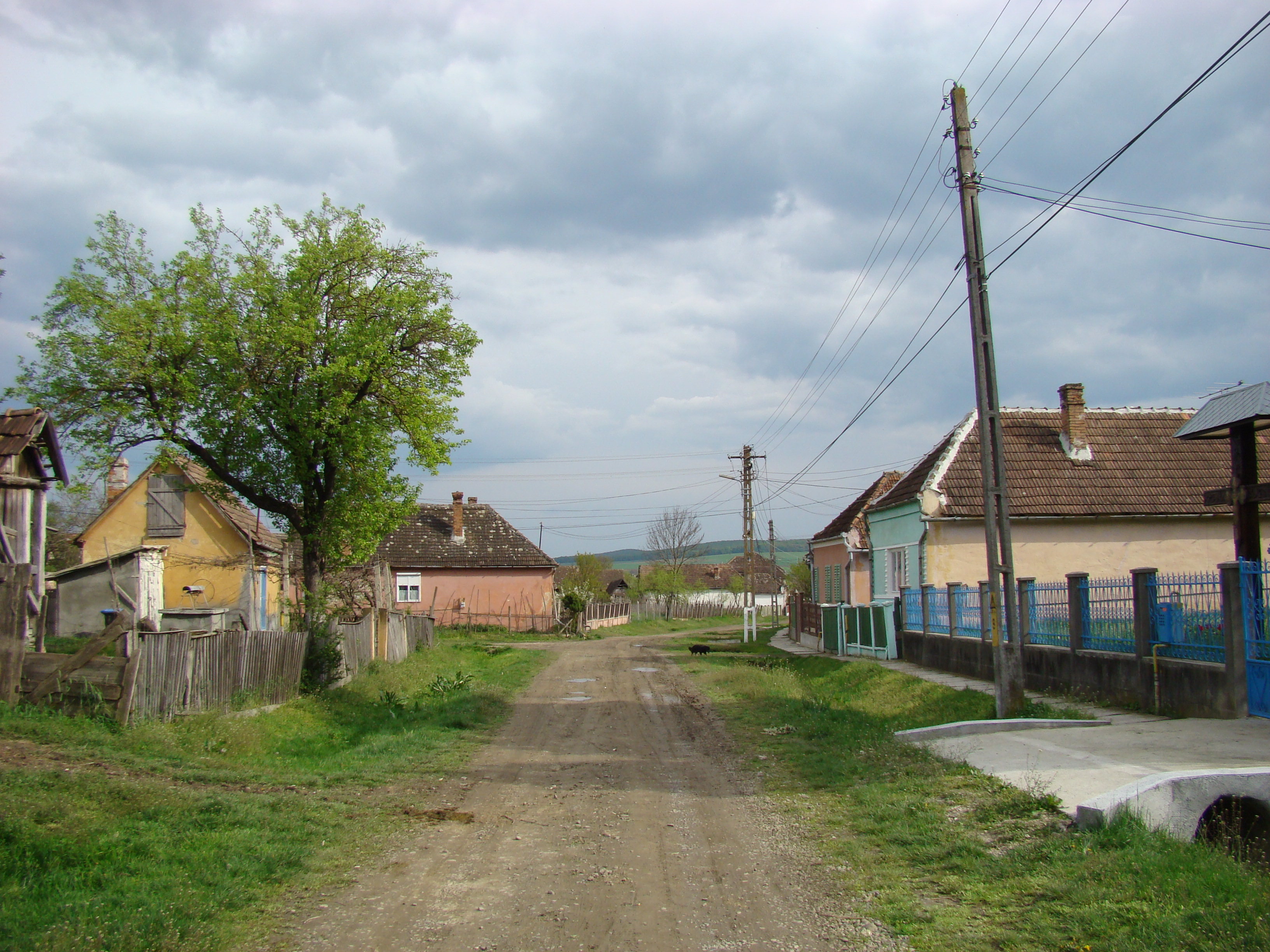
Satul Crăiești
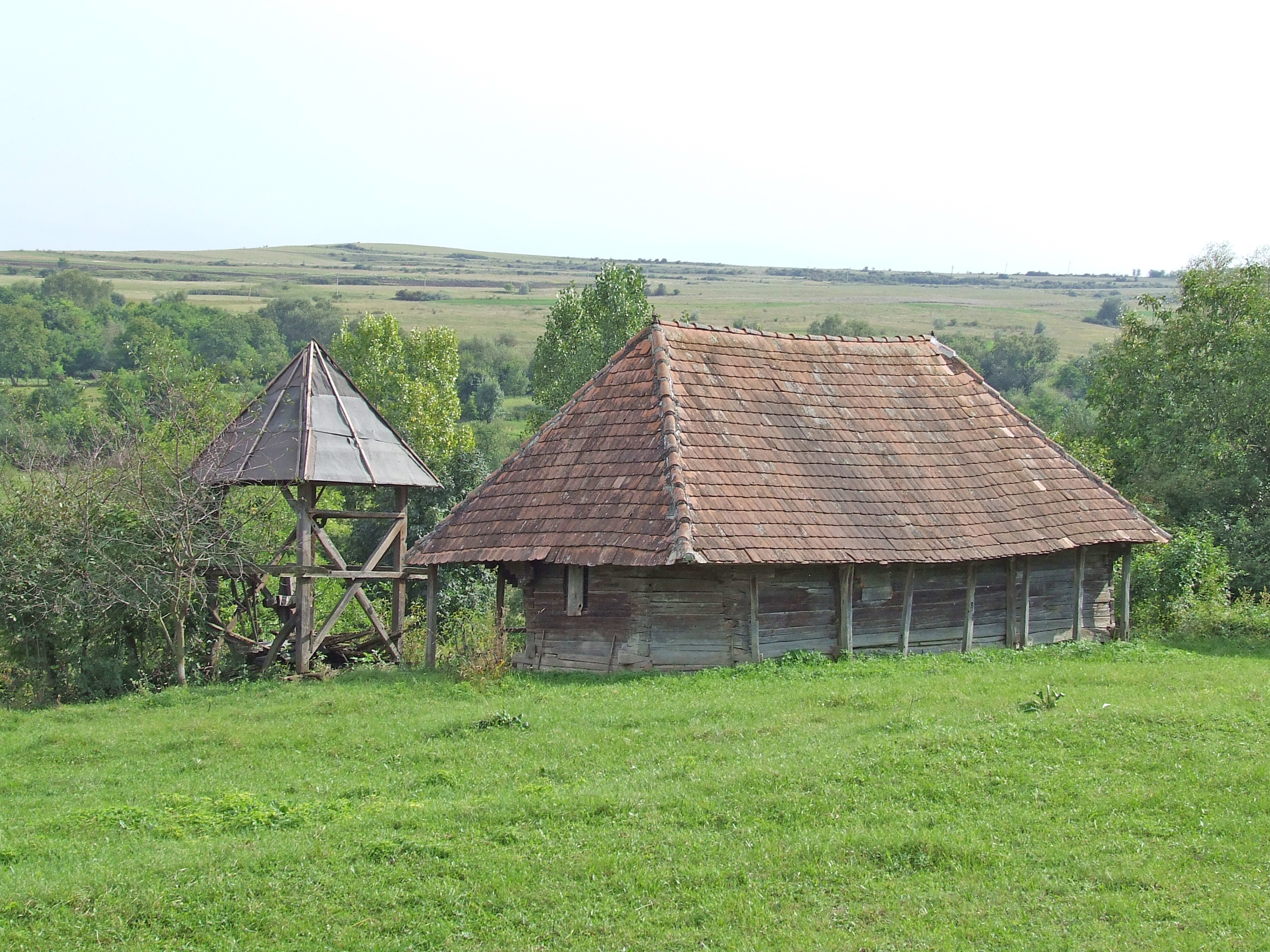
Biserica de lemn din Chiunciuș (monument istoric)